# Planococcus furcisetosus
Planococcus furcisetosus är en insektsart som beskrevs av Mamet 1959. Planococcus furcisetosus ingår i släktet Planococcus och familjen ullsköldlöss.
Artens utbredningsområde är Madagaskar. Inga underarter finns listade i Catalogue of Life.